# Oncideres sobrina
Oncideres sobrina là một loài bọ cánh cứng trong họ Cerambycidae.